# Carl Johan Adlercreutz
Carl Johan Adlercreutz ([a:dlerkröjts]), född 27 april 1757 på Kiala gård i Nyland i Finland, död 21 augusti 1815, var en svensk greve, militär och statsman, serafimerriddare, en av rikets herrar, svensk general och statsråd. Han var far till Fredrik Adlercreutz, farbror till Axel Gustaf Adlercreutz och själv en av "1809 års män".

## Uppväxt
Carl Johan Adlercreutz föddes som son till kornetten Thomas Adlercreutz och Hedvig Katarina Bartels. Redan vid 13 års ålder inträdde han i krigstjänst och utmärkte sig i Gustav III:s ryska krig 1788–90. 

## Militär karriär
1804 fick han befäl över det värvade regementet Adlercreutz regemente. Under Finska kriget (1808) förde han befäl över andra brigaden, blev generaladjutant i april efter greve Löwenhielm och spelade en avgörande roll i slaget vid Siikajoki den 18:e samma månad. Nio dagar senare blev ryssarna åter besegrade i slaget vid Revolax. För sina insatser utnämndes han till generalmajor och riddare av Svärdsordens stora kors.
Adlercreutz vann sedan flera stora segrar, till exempel vid Nykarleby den 23 juni, Lappo 14 juli och Alavo 17 augusti. Därefter vände dock den svenska krigslyckan men Adlercreutz anses ändå inte ha gjort goda insatser i de förlorade slagen vid Ruona och Oravais.

## Statskuppen 1809
I mars 1809 begav han sig till Stockholm där missnöjet med kung Gustav IV Adolf var allmänt utbrett, men krigshjälten Adlercreutz hyllades stort av alla samhällsklasser. När kungen beslutat sig för att ta befäl över södra armén går Adlercreutz den 13 mars, med sex andra, upp på slottet och förklarar att: "hela nationen vore försatt i häpnad öfver rikets olyckliga ställning och konungens tillämnade afresa och att man vore fastbesluten att afböja den" Kungen greps och sattes i husarrest.
Under julen 1809 landsförvisades Gustav IV Adolf. Hertig Karl tog över rikets ledning. 1810 blev Adlercreutz statsråd och general.

## Sista åren

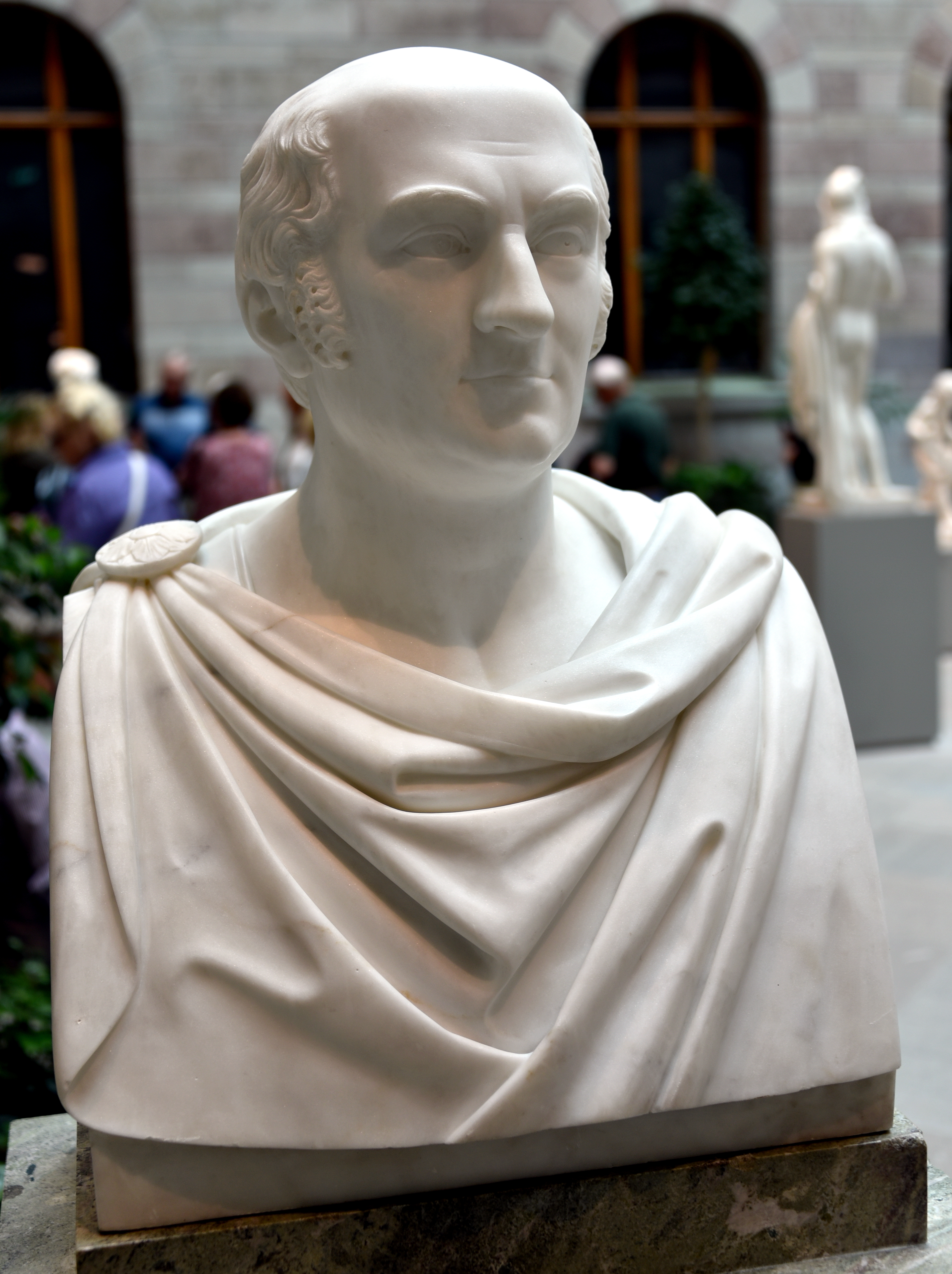
Byst över Carl Johan Adlercreutz, utställd på Nationalmuseum.

Adlercreutz belönades på flera sätt för sina viktiga insatser, bland annat förlänade ständerna honom och hans efterkommande Läckö kungsgård på 50 år och han upphöjdes i grevligt stånd. År 1811 kallades han till riddare av Serafimerorden (Sveriges högsta utmärkelse).
Som chef för den förbundna nordarméns generalstab deltog han i slaget vid Leipzig 1813 mot Napoleon och året efter i fälttåget mot Norge (som resulterade i Svensk-norska unionen). Han avled den 21 augusti 1815 efter en kort tids sjukdom.

## Utmärkelser
- Riddare av Svärdsorden – 24 juni 1789[2]
- Riddare med stora korset av Svärdsorden – 28 april 1808[2]
- Kommendör av Svärdsorden, 30 juni 1808.[2]
- Friherre – 30 augusti 1808[2]
- Kommendör med stora korset av Svärdsorden – 3 juli 1809[2]
- Storkorset av franska Hederslegionen – 1810[2]
- Riddare och kommendör av Kungl. Maj:ts Orden – 25 november 1811[2]
- En av rikets herrar – 7 oktober 1813[2]
- Riddare av österrikiska Maria-Teresiaorden – ca 1813[2]
- Riddare av ryska Sankt Georgsordens 2:a klass – 28 december 1813[2]
- Riddare av preussiska Svarta örns orden – ca 1813[2]
- Riddare av preussiska Röda örns orden 1:a klass- ca 1813[2]
- Greve – 31 augusti 1814[2]

## Privatliv
Adlercreutz var först gift 1792 med friherrinnan Henrietta Amalia Stackelberg (1771–1796),  dotter till generallöjtnant Bernt Fredrik Johan Stackelberg och Virginia Sofia Adlerberg, och andra gången 1798 med Margareta von Engeström, dotter till bergsrådet Gustaf von Engeström och Abela Charlotta Lagerbring. Han var far till Fredrik Adlercreutz och farbror till Axel Gustaf Adlercreutz.

## Kultur
I Johan Ludvig Runebergs stora epos Fänrik Ståls sägner nämns han främst i dikten Adlercreutz men även i åtskilliga andra: Veteranen Fältmarskalken, Döbeln vid Jutas, Fänrikens marknadsminne, von Törne, Munter och Wilhelm von Schwerin.

## Bilder

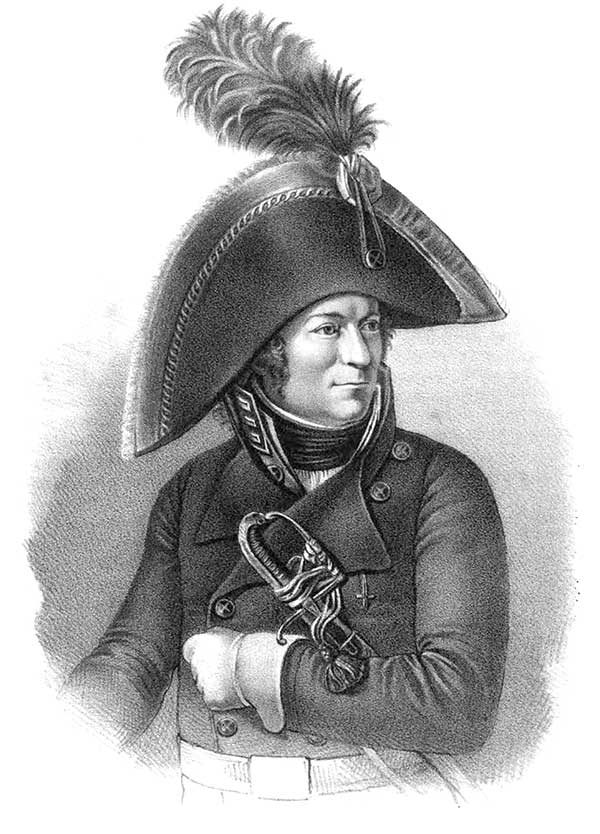
Carl Johan Adlercreutz
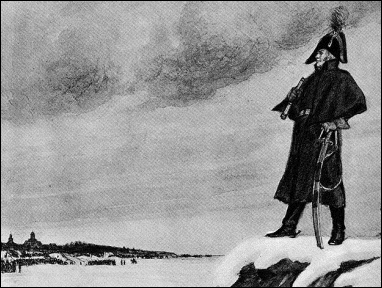
Adlercreutz vid Siikajoki, teckning av Albert Edelfelt.
Intåget i Leipzig. I bakgrunden av Karl XIV Johan urskiljes bland porträtten bl.a. Magnus Brahe, J.P. van Suchtelen, K.B.L.K. von Stedingk, K.J. Adlercreutz, G.K.Fr. Löwenhielm.